# Adobe Illustrator
Adobe Illustrator este un editor grafic vectorial creat și distribuit de Adobe Systems.
Cu Adobe Illustrator se pot realiza obiecte grafice vectoriale complicate, are facilități pentru a produce animații, conținut web, obiecte 3D, materiale pentru tipar. Are capacitatea de a transforma o imagine bitmap în desen vectorial (Live Trace) și o multitudine de efecte pentru aplicarea culorii elementelor din lucrare (Live Paint). De asemenea, cu acest soft se pot importa texte pentru a putea fi mai târziu vectorizate și prelucrate.
Alături de celelalte aplicații Adobe, Illustrator este un program ce permite realizarea de grafică pentru internet, video, dispozitive mobile și tipar.

## Sursă
- http://www.cnet.ro/2008/05/25/programul-adobe-illustrator/ Arhivat în 26 ianuarie 2021, la Wayback Machine.

1. ↑   https://www.youtube.com/watch?v=1gaCKT_Ncdk Lipsește sau este vid: |title= (ajutor)